# Alabama slammer
L'Alabama slammer est un cocktail à base d'amaretto, de Southern Comfort, de sloe gin et de jus d'orange. Il est servi dans un verre Collins. Il est aussi parfois connu sous le nom de Southern slammer. On prétend qu'il a été rendu célèbre par le quart-arrière Brett Favre ; cependant, cette boisson était populaire auprès des foules universitaires dès les années 1980, lorsqu'elle était servie sous forme de shaker dans de nombreux bars et était également disponible sous forme de « pichet » dans les restaurants T.G.I. Friday's et dans d'autres chaînes.

## Histoire
Des références au slammer de l'Alabama apparaissent dès 1971 dans le Playboy Bartender's Guide de Thomas Mario.

« ALABAMA SLAMMER – 1 once de Southern Confort, ½ oz de sloe gin, 1 oz d'amaretto et ½ once de jus d'orange. Verser dans un verre highball on the rocks. Remuer. »